# Leaburu
Leaburu és un municipi de Guipúscoa, de la comarca del Tolosaldea. Limita al nord amb Tolosa, Ibarra i Belauntza; a l'est amb Gaztelu; al sud amb Lizartza i Altzo i a l'oest amb Tolosa.

## Història
Leaburu es va unir a la vila de Tolosa en 1374. Aquesta unió va ser confirmada en 1379 pel rei Joan II de Castella a les Corts de Burgos. A pesar de dependre en molts aspectes de Tolosa, Leaburu va mantenir els seus límits amollonats i gaudia de les seves forests i d'una administració econòmica independent. A pesar de diversos intents de desanexión aquesta no es va produir fins a mitjans del segle xix quan en virtut de la llei d'ajuntaments, Leaburu es va convertir en municipi amb alcalde propi. A mitjan segle xix (1856) es va instal·lar en la vall de l'Araxes, al costat del barri de Txarama, la Paperera de l'Araxes, una de les primeres indústries de la comarca. La paperera va alterar notablement les formes de vida a Txarama, encara que no va trastocar a l'excés la manera de vida rural de la resta de Leaburu. El barri de Txarama va començar a créixer fins a convertir a l'actual municipi en binuclear.
En 1966 els municipis de Leaburu i Gaztelu es van unir per a formar el municipi de Leaburu-Gaztelu, però diverses dècades més tard (en 1995) aquests dos municipis es van tornar a separar. En els últims anys el municipi ha canviat el seu nom oficial pel de Leaburu-Txarama, per a incidir en el caràcter binuclear del municipi i en la identificació dels veïns de Txarama. Aquesta tramitació es troba actualment en curs, així algunes administracions com la Diputació Foral de Guipúscoa utilitzen ja la nova denominació, mentre que unes altres com el Govern d'Espanya segueixen utilitzant la vella de Leaburu. Al juliol de 2001 Leaburu va saltar a la primera plana dels informatius per un atemptat mortal que va cometre l'organització terrorista ETA en aquest municipi. La víctima va ser Mikel Uribe, un comandament de l'Ertzaintza, natural del mateix municipi.

## Demografia
| 1900 | 1910 | 1920 | 1930 | 1940 | 1950 | 1960 | 1970 | 1981 | 1991 | 2000 | 2005 |
| ---- | ---- | ---- | ---- | ---- | ---- | ---- | ---- | ---- | ---- | ---- | ---- |
| 351  | 429  | 439  | 482  | 519  | 567  | 640  | 846  | 725  | 567  | 350  | 364  |

## Administració
| 2007 | Mari Kruz Agirre (Bide Berriak)      |
| 2003 | José Cruz Goñi (alcalde en funcions) |
| 1999 | José Cruz Goñi (EH)                  |
| 1995 | José Cruz Goñi (HB)                  |

Des que en 1995 el municipi de Leaburu recuperés la seva independència i se separés de Gaztelu, solament ha conegut un únic alcalde, José Cruz Goñi. En 2003 la candidatura de Goñi no va poder presentar-se en ser considerada com continuadora del partit il·legalitzat Batasuna. A pesar d'això va obtenir més vots que totes les altres candidatures, vots que no obstant això es van considerar legalment com nuls. No obstant això la llista vencedora, de la coalició PNB-EA va renunciar a prendre possessió de l'ajuntament; pel que l'antic alcalde segueix en possessió del càrrec com a alcalde en funcions. En les últimes eleccions autonòmiques celebrades a l'abril de 2005 va resultar vencedora a Leaburu l'EHAK amb el 51,9% dels vots, seguit de la coalició PNB-EA amb el 35% i Aralar amb el 6,3%. En les passades eleccions municipals de 2007, dues candidatures es van presentar al municipi. Els independents i el Partit Popular. Novament, la candidatura independent va assolir ser vencedora amb 118 vots, i assolint els 7 escons de l'ajuntament, mentre que el Partit Popular no va assolir ni un escó, a causa del fet que no va obtenir ni un sol vot.